# Dżajawarman III
Dżajawarman III (ur. ? zm. 877) – król Kambodży z dynastii angkorskiej (850-877), syn Dżajawarmana II. 

## Życiorys
Panował 27 lat (850-877) w stolicy Hariharalaja. Nie wiadomo nic o żadnych wyprawach wojennych tego władcy. Zajął się on konsolidacją zdobyczy swego ojca. Pałał zamiłowaniem do polowań na słonie; panował spokojnie. Zmarł stratowany przez słonia w dżungli nie pozostawiwszy po sobie męskich potomków. Jako jeden z niewielu królów szczególnie gorliwie wyznawał Wisznu przyjmując pośmiertne imię Wisznuloka.
Jego następcą został jego krewny Indrawarman I (877-889).